# Йордан Грабуловски
Йордан Грабуловски-Грабул (на македонска литературна норма: Јордан Грабулоски) е скулптор от Социалистическа република Македония.

## Биография
Роден е в 1925 година в Прилеп, тогава в Югославия. Завършва Художествената академия в Белград в 1952 година. Грабуловски е председател на Дружеството на художниците на Македония, член е на художествената група „Денес“ и дописен член на Македонската академия на науките и изкуствата от 1981 година. Взима участие в множество изложби в страната и чужбина. Грабуловски реализира самостоятелни изложби в Скопие (1966, 1970, 1986, 1988 – ретроспектива), Охрид (1961), Париж (1985), а колективни в Белград, Загреб, Любляна, Сараево, Париж, Лондон, Виена, Атина, Венеция, Кайро, Мексико и други. Много от творбите му са в стил социалистически реализъм. Автор е на редица паметници, свързани с комунистическата съпротива във Вардарска Македония, сред които е и Паметникът костница в Кичево. Умира в 1986 година в Скопие.
Негова съпруга е известната архитектка и художничка Искра Грабуловска, с която имат дъщеря Лира Грабуловска – известна хореографка.
В негова чест ДХМ връчва наградата „Йордан Грабул“ за скулптура.